# Cuisine milanaise
La cuisine milanaise est fortement marquée par le riche terroir agricole qui entoure la cité lombarde et, en particulier, par la riziculture et l’élevage (bovin et porcin). Elle compte de nombreux plats authentiquement locaux. D'autre part, le rôle de centre d'échanges qu'a toujours joué Milan, comme capitale d'une région très étendue (la Lombardie), en a également fait le conservatoire de la tradition gastronomique lombarde, intégrant en outre l'influence des cultures étrangères qui ont, tour à tour, dominé la ville.
Parmi les plats les plus connus figurent le risotto au safran, la côtelette (ou escalope) à la milanaise, la cassoeula, potée à base de chou et de divers morceaux de cochon, plat roboratif adapté à la saison hivernale (identique au bottaggio alla milanese). Parmi les desserts, on peut citer le panettone, qui n'était à l'origine rien d'autre que  le  grand pain amélioré préparé à l'occasion des célébrations de la Noël.
Avant l'apparition de l'encéphalopathie spongiforme bovine, la cuisine milanaise mettait aussi au premier plan l'ossobuco à la milanaise, ainsi que le fritto misto alla milanese (à base de cervelle et de ris de veau). Le fritto a presque totalement disparu en raison de la difficulté à se procurer les ingrédients et de l'évolution des habitudes alimentaires. Plus généralement, on a observé, au cours des cinquante dernières années, une tendance à s'harmoniser avec les usages alimentaires nationaux : abandon progressif des graisses animales, au profit de l'huile et au détriment du beurre, large choix de pâtes (auparavant utilisée surtout sous forme de contenant pour des farces. 

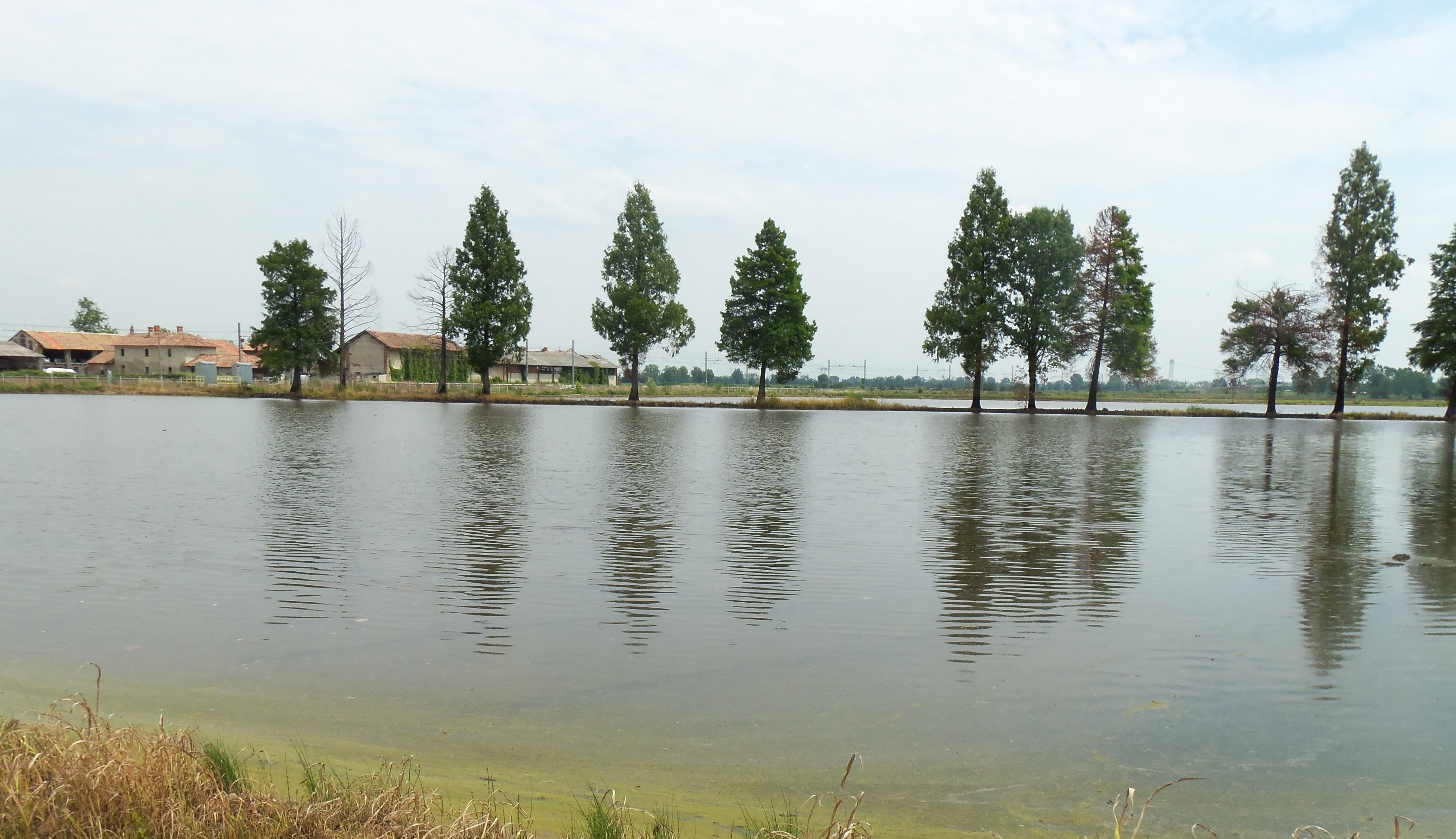
Rizières à Vermezzo, aux portes de Milan. L'apparition de la riziculture, au XVIe siècle, a changé les habitudes alimentaires des milanais

## Historique

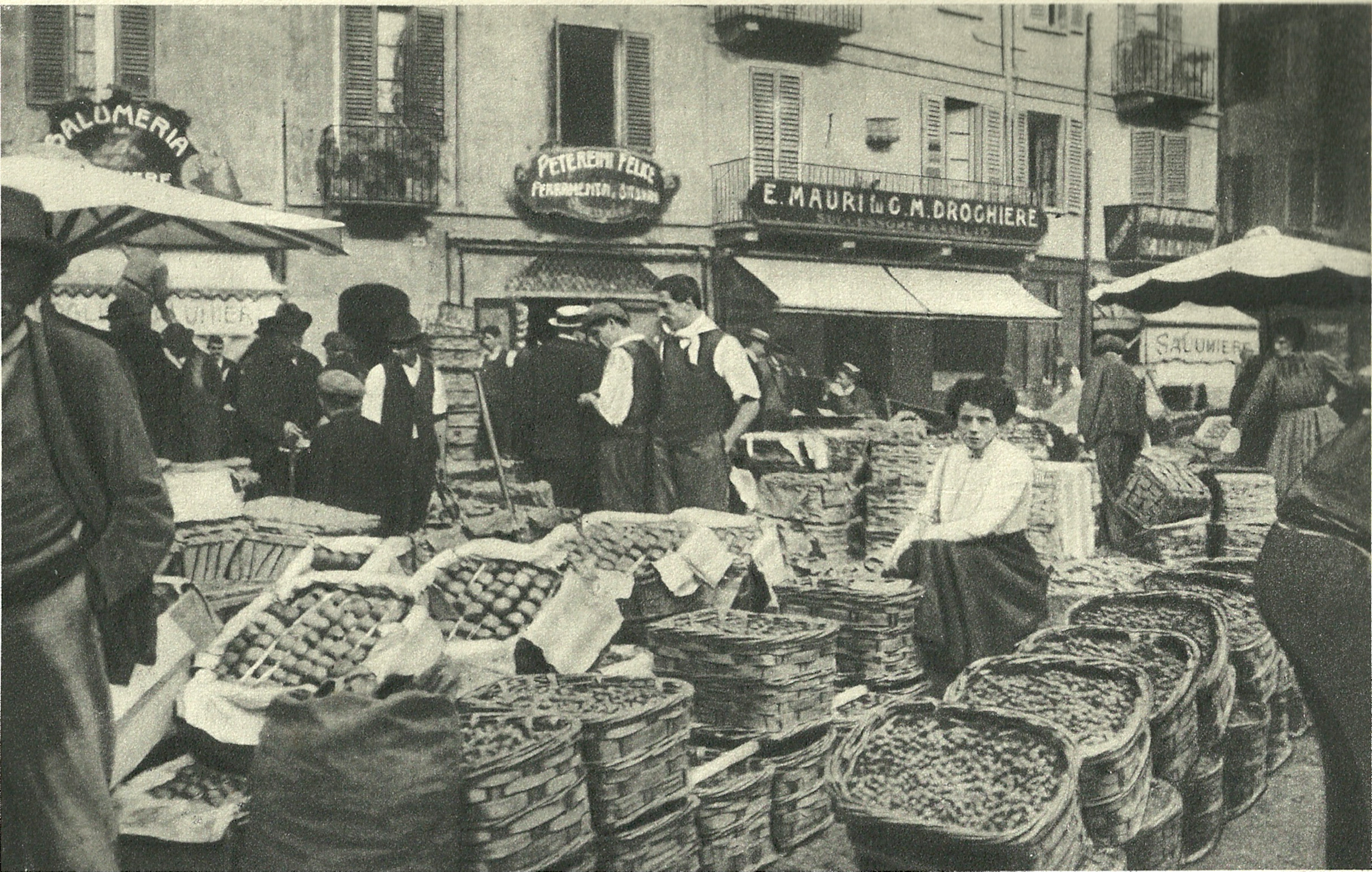
Vue du Verziere, ancien marché aux légumes du centre de Milan (de verze, le chou), vers 1920

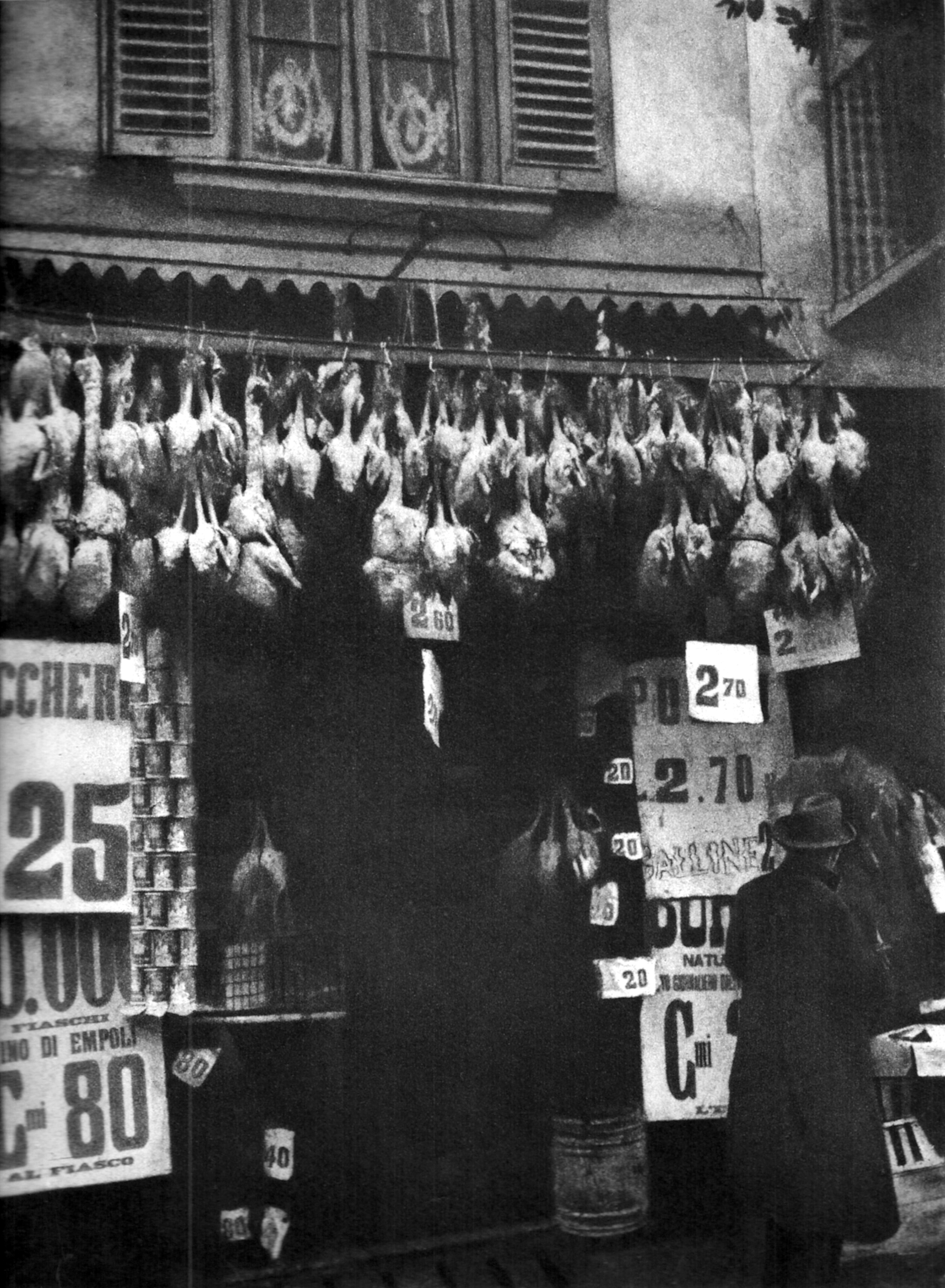
Volailles dans une boutique, via Spadari, vers 1930

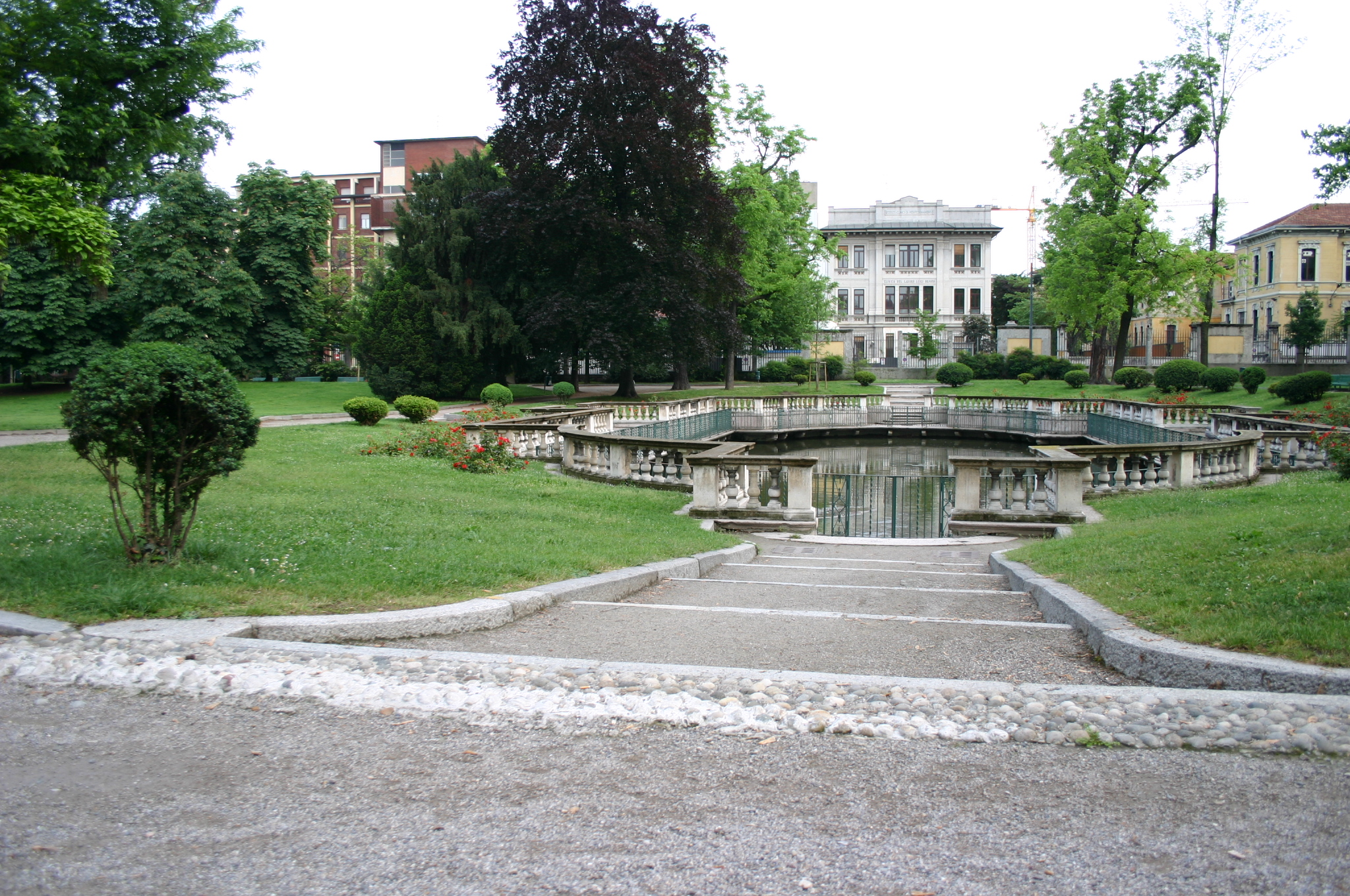
Le vivier des jardins de via Guastalla, proche de la it

La fertilité de la terre, ainsi qu'une irrigation efficace dès l'époque romaine ont toujours garanti à Milan et à son arrière-pays une abondance de fourrages et, en conséquence, une grande disponibilité de viande et de lait, point de départ d'une cuisine riche d'ingrédients et fortement marquée par les saisons.
L'histoire de Bellovesos et de la migration des Bituriges, qui partagent le territoire avec les Insubres et fondent Milan, nous raconte la vie d'un terroir fertile, capable de satisfaire aux besoins d'une nombreuse population. On sait peu de choses de ces temps reculés. Les Celtes ne connaissent pas les viandes rôties et on peut supposer que les colons romains se nourrissent à la romaine : beaucoup de légumes, des fruits, des viandes rôties, du fromage, du miel et du vin. Du Xe et XIIe siècles, ce sont les archives monastiques concernant la vente et l'achat des terres et des moulins (molandina) qui nous donnent une idée de la variété des céréales qui composaient la ration habituelle, associées aux huiles obtenues à partir des noix, du lin ou du colza.
Avec Bonvesin de la Riva, la liste des ingrédients devient si détaillée qu'on peut commencer à comprendre comment ils étaient préparés. La description de l'organisation complexe et capillaire des marchés présente une société divisée en fournisseurs et consommateurs non producteurs, s'attardant sur la population allant fare la spesa (faire les courses) et sur sa manière de s'alimenter. C'est ainsi que Bonvesin nous offre, avec son De quinquaginta curialitatibus ad mensam (1288) un traité des plats, des habitudes et des comportements des Milanais à table.
Nous retrouvons dans les chroniques milanaises, le compte rendu détaillé du banquet offert, le 15 juillet 1368, par Jean Galéas Visconti, à l'occasion des noces de sa fille Violante et de Lionel d'Anvers, duc de Clarence, héritier d'Édouard III d'Angleterre : dix-huit services, si copieux et créatifs qu'ils laissent les participants stupéfaits. Nous ne possédons pourtant pas, pour cette période, d'autres témoignages concernant les repas et les fêtes des nobles, des dignitaires, ou des bourgeois les plus riches. Ils n'arrivent qu'à la Renaissance, en petit nombre, pour nous décrire des repas toujours plus pantagruéliques et fantastiques, organisés à l'occasion de fêtes ou de noces.
Bien entendu, la faim et la disette étaient toujours en embuscade. En 1602, le chanoine bolonais G. B. Segni décrit : « la faim causée par la chaleur suffocante, la sécheresse, le froid, l’humidité; par les pluies diluviennes et par les inondations ; par la grêle et la tempête ; causée par les courtilières, les sauterelles, les criquets, les grillons ; par manque de vent ou par des vents mauvais ; faim provoquée par les sièges et par de mauvais gouvernements, et il continue avec la peste, la cupidité, la vanité humaine, le manque de bras dans l'agriculture ou la punition divine ». De ce point de vue, le XVIe et XVIIe siècles sont terribles pour Milan et sa province, avec une succession de fléaux comme la guerre, la peste, la disette, le dépeuplement des campagnes, qui deviennent incapables de subvenir aux besoins de la population. Vient enfin la polenta qui rassasie, mais nourrit mal, provoquant la pellagre.
Bien plus que la culture du maïs, c'est l'introduction et la diffusion de la riziculture  qui vont, dans la seconde partie du XVe siècle, changer radicalement l'agriculture et les habitudes alimentaires des Milanais. La riziculture est en effet rendue possible par les travaux d'assainissement menés, sur une très grande échelle, par les Visconti et les Sforza, dans la plaine qui entoure Milan (la bassa Milanese) ainsi que dans les environs de Pavie. En 1475, Galéas Marie Sforza offre douze sacs de semence de riz aux Gonzague, soulignant le fait que chacun d'entre eux donne à son tour douze sacs de céréales, en lieu et place des sept sacs de rendement produit par le blé.
L'approvisionnement en légumes et en fruits frais est facilité par l'abondance d'eau et par la facilité à irriguer, ainsi que par la présence de nombreux jardins situés autour de la ville, et même à l'intérieur des remparts. Quelques équipements, comme les glacières et les viviers, permettent alors le stockage de certaines denrées.
La distance qui sépare Milan de la mer n'a jamais empêché la présence de poissons (d'eau douce) dans la cuisine milanaise. Dès le XIIe siècle, on y trouve un marché aux poissons, divisés en petits et gros, devant l'église Santa Tecla,.
Le réseau hydrographique milanais, constitué de fleuves, rivières, canaux et fossés d'irrigation, regorge de poissons, dont la population s'accroît encore avec le développement des rizières, dans lesquelles les poissons mangeurs de larves participent au contrôle des parasites. La pêche professionnelle est une activité florissante sur les cours d'eau : l’Olona, par exemple, est divisée, dès 1780, en secteurs (huit en 1811, sept jusqu'au bassin en 1899, quand l'activité commence à être menacée par les effluents industriels) qui sont confiés, moyennant le paiement d'un loyer au Consorzio del fiume (consortium du fleuve).
À partir des dernières décennies du XIXe siècle, avec l'immigration massive qui dure jusqu'à la fin du boom économique, les habitudes alimentaires des Milanais se mettent à jour, avec pour nouveautés principales les pâtes et l'huile d'olive.

## Les entrées
Au-delà des différents types de charcuteries, dont les caractéristiques peuvent varier en fonction de leur lieu de provenance autour de la ville, on relève :
- nervetti (nervitt), tendons de la rotule et du jarret de veau en salade[16],
- écrevisses (gambero) bouillies,
- aspic, avec gelée de bouillon de viande,
- galantine, préparation en gelée, d'origine probablement française, faite de chutes de volaille ou de gibier aromatisées avec des pistaches,
- autres charcuteries mises en boyaux sous forme de grosses saucisses ou traitées en gélatine[17],
- saucisson Milano, un saucisson de porc de grande taille et à la chair très fine, que l'on présente taillé en tranches très fines[18],
- des conserves de légumes locaux au vinaigre : cornichons blancs, petits oignons, piments verts longs, tomates acides, radis, jardinière de légumes,
- anchois salés, dessalés et mis sous huile,
- anchois marinés au jus de citron et au vinaigre, servis à l'huile, avec de l'ail et du persil.

## Primi piatti

### Risotto à la milanaise (ris giald) et autres risottos

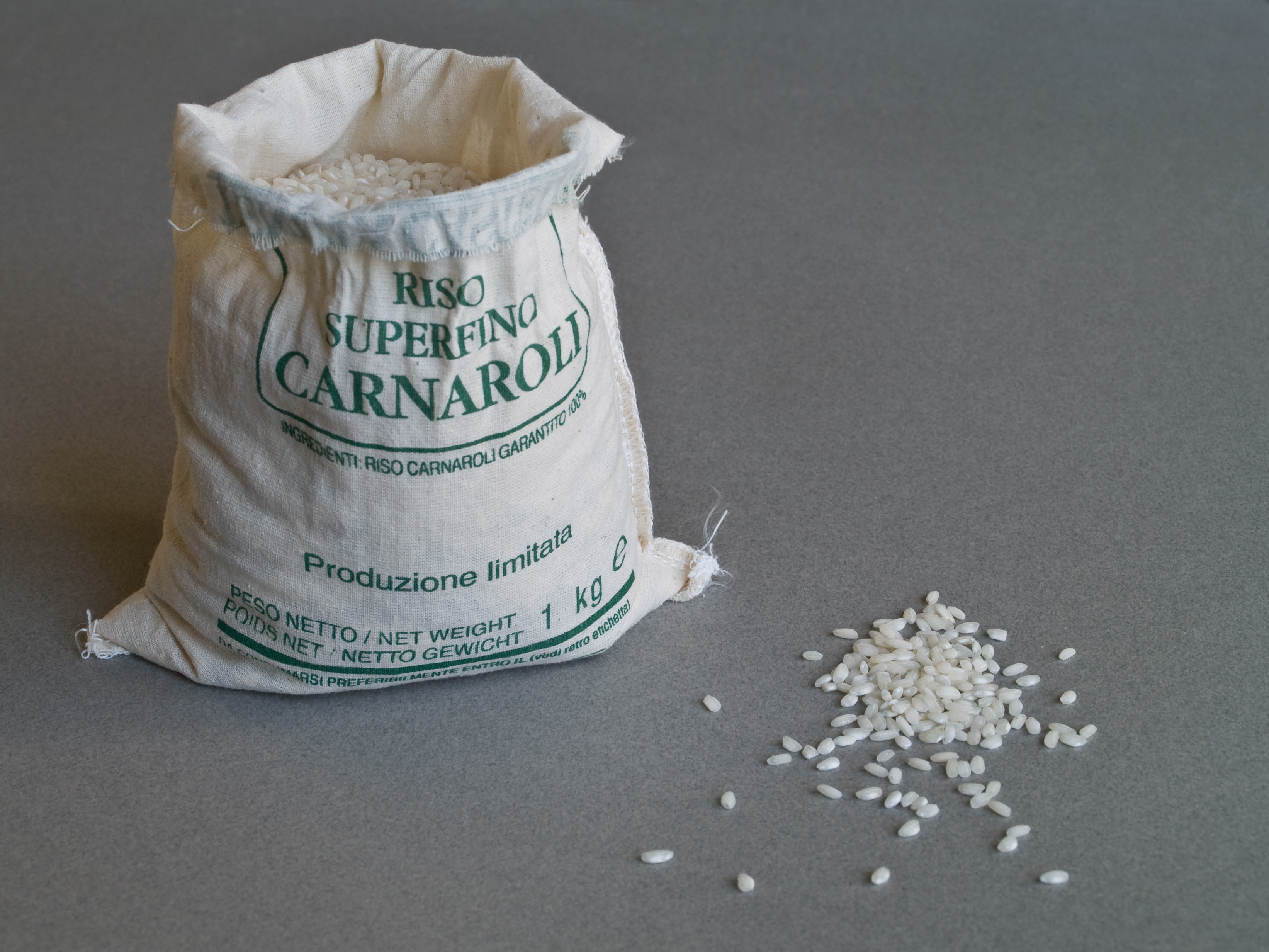
Le riz Carnaroli, la variété la plus adaptée à la préparation du risotto

La préparation demande de faire revenir légèrement, dans du beurre, oignons et moelle osseuse de bœuf. Faire revenir le riz, arroser de vin blanc et ajouter du bouillon à petites louches  jusqu'à la fin de la cuisson, en remuant sans cesse avec une cuillère de bois. Au milieu de la cuisson, on ajoute le safran et le fromage (grana padano) râpé. Les gastronomes étant unanimes sur cette recette, seules la nature exacte des ingrédients et les quantités peuvent donner lieu à des variantes, qui vont mettre en valeur telle ou telle saveur au moment du dressage.
Variantes les plus communes :
- sans safran (blanc, risotto de Monza),
- au potiron,
- avec luganega (saucisse) à la place de la moëlle,
- rouge, avec de la tomate,
- aux champignons (frais ou séchés, blanc ou jaune),
- cont i ortiggh (têtes de houblon),
- aux asperges,
- aux crustacés (autrefois des queues d'écrevisses),
- aux légumes : fasœu ou borlott (haricots blancs), scisger (pois chiches, fèves ou petits pois),
- au gorgonzola (ou autres fromages doux à la place du grana padano),
- au vin,
- crémeux (en rajoutant du grana padano et du beurre cru après la fin de la cuisson),
- aux grenouilles (on utilisait les petites grenouilles de rizières ou de canaux d'irrigation aujourd'hui introuvables).

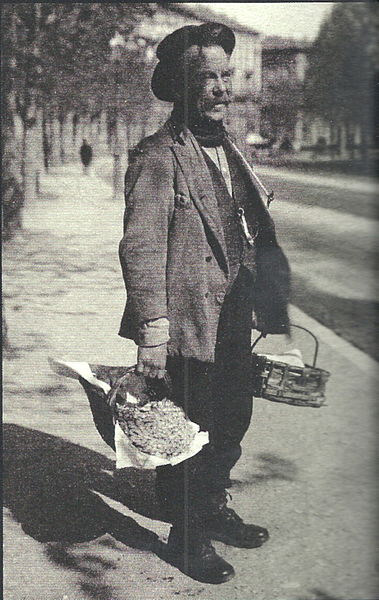
Un vendeur de grenouilles, Milan (1930)

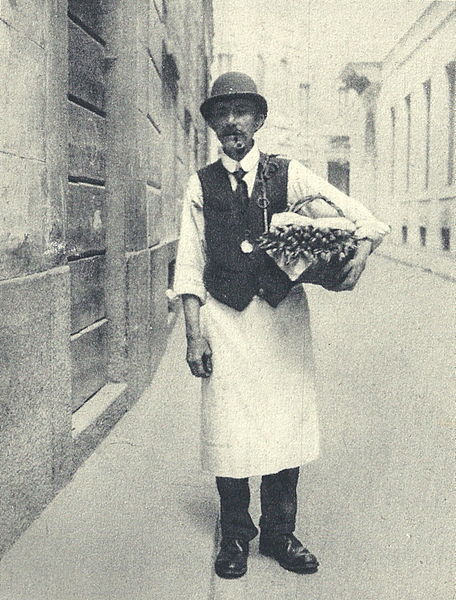
Un vendeur d'écrevisses, Milan, (1920)

Les variantes peuvent se combiner à loisir.
On accommode les restes de risotto en préparant il salto : on confectionne des petites galettes plates que l'on fait sauter à la poêle dans du beurre chaud, s'assurant que, de chaque côté, apparaisse une fine croûte grillée et compacte. Les meilleurs cuisiniers sont capables de retourner les galettes d'un seul coup de poignet, comme des crêpes, leur faisant ainsi effectuer le salto (le saut) qui leur a donné leur nom.
- In cagnone, ou encore a la lodesana, soit à la lodigiana (de Lodi) : une préparation de riz différente du risotto. Le riz est cuit à l'eau, puis passé à la poêle avec du beurre, de l'ail et de la sauge, puis abondamment saupoudré de grana padano. L'eau de cuisson du riz, ainsi que la friture à la sauge peuvent être assaisonnées à  loisir[21].

Comme plat unique, le risotto giallo peut accompagner l'ossobuco, les involtini (paupiettes), le rostin negaa, le manz in grass de rost. Le risotto blanc, quant à lui, se joint volontiers aux filets de perche frits au beurre et à la sauge.

### Minestre in brodo
Le minestrone (minestron a la milanesa). La base de départ est constituée de couenne de porc, pancetta en petits morceaux, un morceau de lard, accompagnés par la dote (la dot) : cèleri, persil et carottes. Le tout est mis dans l'eau froide et on y ajoute, au fur et à mesure de la cuisson, tous les légumes disponibles dans l'ordre croissant de leurs temps de cuisson respectifs. Les haricots blancs, en quantité, ainsi que quelques pommes de terre, sont indispensables. Les légumes doivent mijoter au moins deux heures. À la fin, on ajoute le chou et le riz, qui doivent être cuits à feu vif. La désagrégation de certains ingrédients enrichit le bouillon, l'épaissit et le rend plus parfumé.
« Chez nous, on a l'habitude de marier le riz avec les herbes, les légumes et la viande, usages qu'on peut dire quasiment exclusivement nôtres », indique Cherubini, avant de passer à la  liste des soupes, qui en comprend près de trente, parmi lesquelles on peut citer les plus caractéristiques :
- riz et haricots (ris e basgiàn),
- riz et mou de veau (ris e corada),
- riz et persil (ris e erborinn),
- riz et lait (ris e lacc),
- riz et grenouilles (ris e rann),
- riz et pommes de terre (ris e pomm de terra),
- riz et haricots blancs (ris e fasœu),
- riz et blettes (ris e meregold),
- riz et navet (ris e rav),
- riz et asperges (ris e sparg),
- riz et tomates (ris e tomates),
- riz et potiron (ris e zucch).

Autres :
- bouillon aux raviolis, (ravioli di lesso in brodo) .
- pancotto (pan mœuj o in sùppa), pain mouillé, la forme la plus simple d'utilisation des restes, dont la cuisine milanaise offre de nombreux exemples : pain rassis bouilli dans l'eau, le lait ou le bouillon[24].
- sbrofadej (strizzati) in brodo : bouillon aux strizzati, version milanaise des passatelli, en utilisant la farine à la place de la chapelure[25].

## Viandes et poissons
- Trippa in umido (busecca). Il est également possible de considérer ce plat comme une soupe ou un plat unique. Faire revenir une dizaine de minutes un mélange de tripes issues des estomacs du veau[26], dans un mélange de beurre, de lard et d'oignons, auxquels on ajoute céleri et carottes finement détaillés, ainsi que de la sauge. On y ajoute ensuite l'eau, un morceau de queue de bœuf, des tomates et des haricots borlotti. Pour la cuisson, compter deux heures et demie, avec le couvercle, à feu doux. Laisser reposer sur la fin pour pouvoir écumer le gras du bouillon. Servir avec du fromage râpé en abondance. Une variante : foliolo coi borlotti ou foijoeu cont i borlott, avec le feuillet (première poche stomacale des Ruminants)[27].
- Cotoletta ou costoletta alla milanese en français escalope à la milanaise) : côtelette de veau taillée dans le carré, avec l'os, pannée et sautée au beurre, à feu vif. Pour le meilleur résultat, utiliser la viande d'un jeune animal (civett), taillée de manière que l’épaisseur soit uniforme et ayant reposé au moins une journée, soigneusement parée de toute fibre tendineuse et passée à l'attendrisseur. Juste avant la cuisson, passer la côtelette dans l'œuf battu et la paner avec de la mie de pain blanc préparée sur le moment. Faire frire dans une poêle  plate, avec un beurre noisette[28].
- Ossobuco (òsbus a la milanesa): tranches de jarrets de veau ou de bœuf cuisinées en umido. Fariner légèrement les morceaux de viande et les faire roussir au beurre de chaque côté et à feu vif. Transférer sur un lit d'oignons, de carottes et de cèleris sautés, ajouter des tomates et mouiller de vin blanc. Couvrir et faire cuire à feu doux pendant une heure et demie en mouillant à mesure avec du bouillon. La viande est à point lorsqu'elle se détache de l'os. Peu avant la fin de la cuisson, saupoudrer de persil haché (gremolada), ajouter un peu d'ail et de romarin, avec une écorce de citron[29]. À consommer comme plat unique, ou, mieux, avec le risotto giallo.
- Cassœula (potée au chou) : c'est la posciandra, un antique plat celte (étouffé de viande de porc avec des légumes), décrit par Pietro Verri dans son Histoire de Milan (Storia di Milano) avec des références au XIe siècle et à la préparation rituelle des viandes en lien avec les cérémonies propitiatoires appelant la pluie[30]. Cuissons séparées : rapide pour  les côtes et les saucisses (luganeghitt) et plus longue pour les pieds, les joues, le museau et les couennes. Il est nécessaire d'écumer régulièrement. Le chou est ajouté seulement à la fin de la cuisson, afin qu'il ne se défasse pas. À servir sur une polenta.
- Rustìtt negàa, littéralement Arrostini annegati (rôtis noyés) : morceaux de noix de veau sautés au beurre et à la sauge, puis noyés dans le vin et le bouillon.
- Fritto misto alla milanese[31]: cervelle, ris (laccett)[32], foie et abats de volailles.
- Joues de porc et pois chiches (tempia e scisger), plat traditionnel pour le jour des Morts et le mois de novembre.
- Boulettes (mondeghili, polpett) de viande précuite[33]. Farce liée avec de la chapelure et un œuf, agrémentée de jambon cru ou de mortadelle, persil haché et épices. Légèrement aplaties et sautées à feu vif ou bien entourées d'une feuille de chou, liées à la ficelle de cuisine et cuites à l'étouffée.

Giovanni Rajberti, poète et médecin milanais (1805-1861), décrit ainsi la succession des festivités :
| Au jour de l'An, on commence par manger la carsenza; on honore San Biagio avec le panettone; à la San Giuseppe vin doux et tortelli; à la San Giorgio crème, lait et mascarpone. Pâques est le temps du chevreau, selon l'usage des Hébreux, et pour être différents on n'échappe pas à la salade et aux œufs in chiappa; et même le jour des Morts nous apporte les joues et les pois chiches en réconfort, et le soir, pour parfaire l'indigestion, il y a le rosaire avec les marrons. Et puis, pensez un peu, à Noël qui est la fête principale; on entend trois messes et vous comprendrez qu'il faut aussi manger pour trois. | El primm de l'ann se comenza a mangià la carsenza; se fa onor a Sant Bias col Panatton; San Giusepp l'è vin dolz cont i tortej; San Giorg, panera e lacc col mascarpon; Pasqua la g'ha el cavrett a l'uso ebrej, e per differenzialla no se scappa de fa l'insalattinna e i oeuv in ciappa; gh'è finna el dì di mort che porta tempia e scisger per confort, e la sira, per compì l'indigestion, gh'è el rosari e i marron. Figurev poeu a Natal che tra i fest l'è la festa principal; se sent fina a tri Mess e capirii che gh'è anca l'oblig de mangià per tri. |

- Lumache alla milanese (escargots à la milanaise) : sortis de leur coquilles, avec de l'oignon, des anchois, du persil, de l'ail, de la farine et du vin. C'est un plat très long à préparer, car il faut purger les mollusques, d'abord à froid, puis en les faisant bouillir. Pour  la cuisson finale, et afin que le jus soit à la consistance recherchée, une heure à feu très doux en mélangeant continuellement.
- Rane fritte (grenouilles sautées) : bien lavées et essuyées avec un torchon, puis lavées, légèrement farinées et bien dorées dans un beurre mousseux.
- Rane in guazzetto : comme précédemment, à feu vif, on laisse les grenouilles dorer, puis on ajoute du vin blanc, on déglace et on épaissit avec un peu de farine, en ajoutant un peu de persil haché et d'ail. On poursuit la cuisson à feu lent, en rajoutant éventuellement du bouillon[35].
- Luccio (lusc) in stufato[36] : la chair du brochet, savoureuse mais fibreuse, demande à être lardée avant la cuisson. On la fait roussir rapidement sur un lit d'oignons, de carottes et de céleri, on poursuit en déglaçant au vin et  on mouille régulièrement avec de l'eau, à feu doux. On lève les filets et on les arrose avec le jus de cuisson passé au chinois[35].
- Anguilla coi borlotti (anguille aux haricots blancs) et anguille et poissons d'eau douce in carpione (en marinade). Écorchée et coupée en tronçons, l'anguille légèrement farinée est roussie à feu vif avec de la sauge, arrosée de vin blanc et accompagnée d'un peu de concentré de tomates, dilué avec de l'eau ou du bouillon, et des haricots borlotti cuits à l'eau d'autre part[37]. Pour la variante en marinade (in carpione), on dispose les morceaux d'anguille, sauté comme précédemment, bien serrés dans une terrine où on les recouvre d'une marinade préparée en faisant sauter un mélange d'ail, d'oignon coupé en rondelles, de laurier, romarin, clous de girofle et poivre. Déglacer avec une bonne rasade de vinaigre et porter à ébullition. Verser sur les morceaux d'anguille en terrine et laisser mariner au frais pendant quatre jours[38].
- Asparagi alla Milanese (asperges à la milanaise). Ce légume très commun dans la région de Milan, à l'état naturel ou cultivé, a donné lieu à la création d'un plat désormais universel associant l'asperge avec l'œuf in cereghin (au plat)[39].

## Les plats du quotidien
D'autres plats habituellement consommés à la table des Milanais sont communs à toute la région et plus largement à la vallée du Pô.
La polenta, est un plat de pauvre ou un plat de riche, selon la manière dont elle est accompagnée (polenta vedova, ou veuve, lorsqu'elle est présentée seule, polenta accomodada (assaisonnée ou sautée) : polenta au lait, polenta et fromage (gorgonzola, stracchini) avec ou sans beurre, polenta pasticciata ou pastizzada (qui pourrait se traduire par « préparée à la va-vite », servie avec de la saucisse, du grana padano  ou des champignons), polenta e morue (plat typique du vendredi).
Autre plat important, de par la fréquence de son apparition sur les tables milanaises (surtout le dimanche) : le bollito misto, sorte de pot-au-feu privilégiant la viande par rapport aux légumes, et probablement dérivé de la tradition piémontaise (less), accompagné de la mostarda ou de salsa verde.
Autres plats carnés : fritt de less, littéralement frit de bouilli, sauté réalisé avec des restes de viande bouillie, manz in grass de rost (veau au gras de rôti), polpett de la serva (boulettes de la servante), foie à la milanaise, paupiettes de veau à la milanaise, vitello tonnato (venu du Piémont), escalopes de veau au marsala ou au persil, piccata de veau au persil, pulpet de la sigula, paupiettes de veau farcies au parmesan, jambon et persil.
Légumes (ou champignons) pannés à l'œuf et frits, cardons alla besciamella (béchamel), fleurs de courgettes frites, betterave rouge en salade, pasticcio de pommes de terre, gratin d'épinards : toutes ces préparations viennent s'ajouter aux légumes-feuilles et aux tubercules de saison, consommés crus ou bouillis.
Pour ce qui concerne la préparation des œufs, les Milanais ont deux façons de les désigner : au plat, ce sont les œufs in cereghin (en enfants de chœur) ; s'ils sont durs et coupés en deux, ils sont in ciappa (en fesse). Préparations typiques : en omelettes (fertada pour frittata), œufs brouillés à la tomate, à la poêle ou en casserole avec des poireaux.
Les fromages traditionnels utilisés par la cuisine milanaise comme ingrédients sont aussi consommés en tant que tels et font référence à des typologies précises : le grana, concurrent local du parmigiano (parmesan), fromage à râper (formagg de granna), dans la variété provenant de Lodi, par proximité et donc commodité d'approvisionnement. On a souvent recours au gorgonzola et aux fromages à pâtes molles (stracchini molli) : le taleggio, le quartirolo et le mascarpone, sans oublier la recette de la ricottina (mascherpa), revenue au beurre.

## Le pain
La Michetta (pl. micchett) est un pain blanc de petite taille, fait de farine de froment, typique de Milan. « Petit et honnête, on lui donne le nom de micchetta, petit et grossier, celui de micca ;  gros, c'est la miccotta ou la pagnotta. Le terme pan (pain) désigne exclusivement le pain d'une livre vendu au poids, tandis que micch et micchett se vendent à l'unité ».
Le blé restant toujours la céréale la plus appréciée, on a autrefois fait du pain avec des farines provenant d'autres céréales (maïs, mil, sarrasin, orge) et même de farine de pomme de terre ou de légumes secs, comme les pois chiches. La plus connue de ces variantes est le pan de mej (pain fait avec de la farine de maïs et de mil), appelé aussi pan giald, ou pain jaune.
Aujourd'hui, la michetta est considérée comme le pain de tous les jours, le plus économique, tandis que les goûts évoluent vers des formes plus élaborées de panification, en lien avec les pratiques d'autres régions. Le pain est également à l'origine de nouveaux produits de boulangerie, avec adjonction de raisins secs, l'usage de levures variées, de petites quantités de beurre ou d'autres condiments qui vont le transformer en pizzas ou fougasses (focacce). Là encore, la tradition s'est progressivement fondue dans une moyenne nationale et l'offre que l'on trouve aujourd'hui dans les boulangeries milanaises est très proche de ce que proposent les boulangeries du reste de l'Italie.

## Les desserts

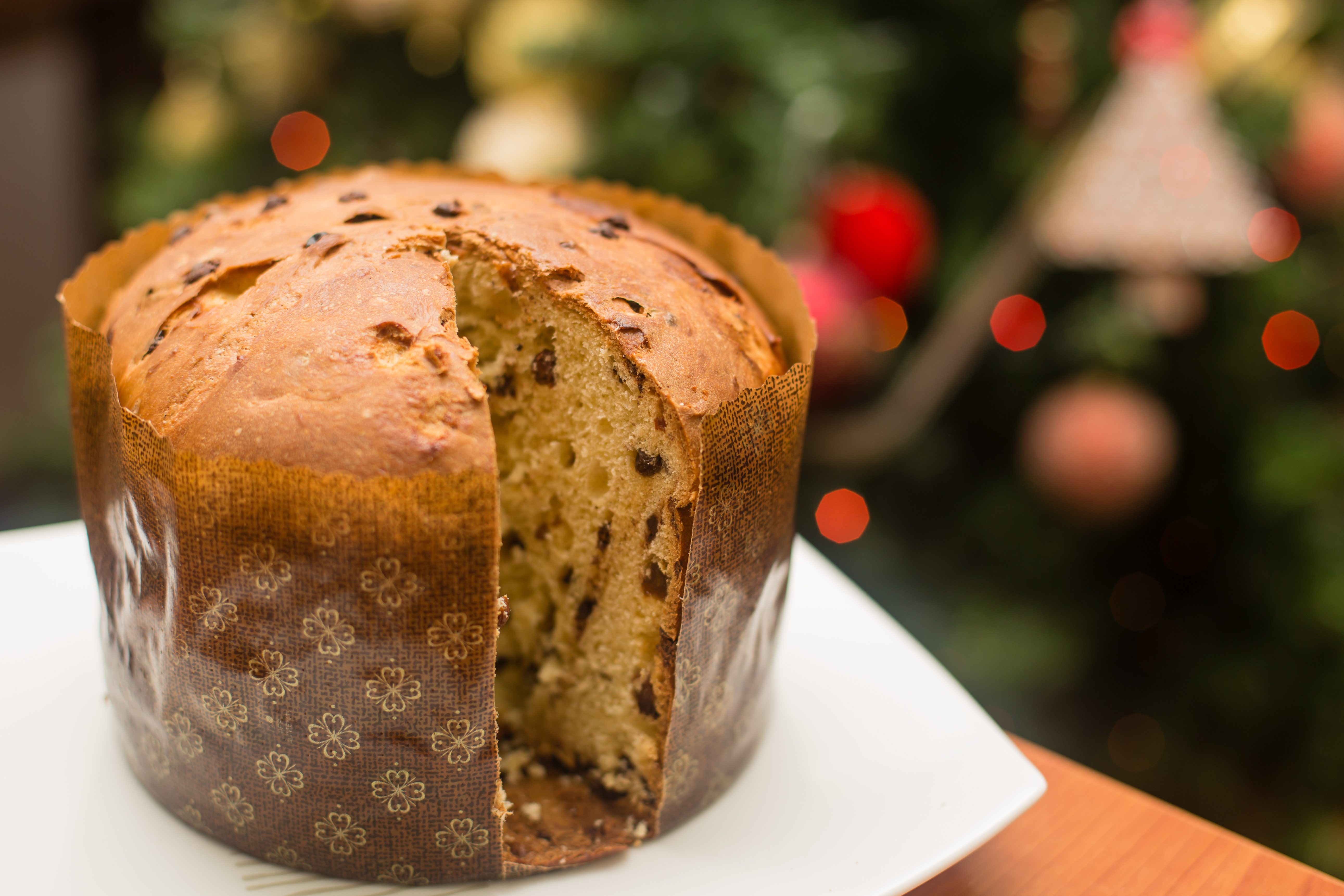
Un panettone

Le panaton, ou panettone apparaît, dès avant 1606, dans le Varon Milanes, qui le définit ainsi : « gros pain qu'on a l'habitude de faire le jour de Noël » ; la graphie va légèrement évoluer avec le temps (panatton), tandis que la recette reste identique : pâte à pain, beurre, œufs, sucre, raisins secs (ughett). La préparation est soumise à une fermentation longue, destinée à conférer au produit plus de légèreté. À Milan, le sommet de la préparation est incisé en forme d'amande et s'ouvre, au moment de la cuisson, pour former plusieurs cornets. De nos jours, la référence dans ce domaine, pour les fêtes de fin d'année, est le pandoro de Vérone.
L'automne est la saison de labusecchina (littéralement petite tripe) un dessert à base de châtaignes ramollies pendant une nuit, puis bouillies très lentement jusqu'à ce qu'elles aient bu toute leur eau de cuisson. On ajoute alors au concentré de bouillon restant un verre de vin doux. La préparation se sert tiède, dans des bols, noyée dans la crème liquide ou garnie de crème montée (parfois les deux).
Le pan de castegn (pain de châtaignes) est un produit de boulangerie très courant et il en existe une version milanaise, mais les vendeurs de châtaignes font surtout partie du folklore milanais de la première moitié du XXe siècle. Ce sont les  fironatt, qui vendaient des colliers de châtaignes fumées, mais aussi le personnage de Gigi della gnaccia (Gigi la châtaigne) ou quel della gnaccia (celui des châtaignes), vendeurs de châtaignes rôties (quei di brusaa, au brasero) ou de châtaignes bouillies (quei di scott).
Les deux principaux gâteaux de tradition milanaise sont la meneghina et la bertolda (encore connue sous le nom de bertoldina). Toutes deux sont cuites dans un moule, au four. La meneghina est composée de farine blanche et de farine de noisettes, œufs, lait, levure et sucre, pommes et clous de girofle mélangés à la pâte avant de la mettre au four. La bertolda est basée sur un mélange de farine blanche et farine jaune fioretto à grain très fin, avec de l'œuf, beurre fondu en abondance, lait, zeste de citron, levure.
On a également recours à la farine jaune, mais à grain plus grossier, pour confectionner le pan mejin, une version du pain jaune sucrée et plus ou moins enrichie d'autres ingrédients.
La carsenza (croissance, en dialecte milanais) désigne aussi bien le petit fromage à pâte molle (stracchino) autrefois rond et aplati, que les fougasses salées ou sucrées typiques du jour de l'An et citées par Rajberti dans la poésie reproduite plus haut. Banfi en liste six variétés : avec œufs et sucre, au saindoux, à pâte dure, feuilletée ou de massepain. Pour le jour des Morts, on prépare encore aujourd'hui les oss de mord (os à mordre) ainsi que les oss o pan di mort (os ou pain des morts), biscuits secs à base d'amandes, extrêmement durs pour les premiers, relativement plus tendres pour les seconds, de forme ronde et proche du pain d'épices.
Pour le Carnaval, comme un peu partout, on confectionne des beignets (tortelli) et les chiacchiere autrefois préparés exclusivement en friture et désormais cuits au four. Les Milanais gardent aussi en mémoire deux desserts plus pauvres qui se préparaient à la maison, la custiscia, une pâte faite de farine, de sucre et d'eau additionnée de bicarbonate (pour remplacer la levure), frite ensuite dans l'huile de lin (olio de linosa, aujourd'hui remplacée par l'huile d'olive) et la frittura dolce (friture sucrée) à base de semoule, à laquelle on peut ajouter une cuillerée à café de cacao pour obtenir une variante au chocolat.
Rossumada ou ressumada, un tonique, plus qu'un dessert, fait d'un jaune d'œuf battu avec du sucre et du vin rouge, préconisé aux convalescents et aux adolescents en croissance ; il fait partie des remèdes de grand-mère qui ne devraient plus être administrés aux enfants de nos jours. Il en existe une version au bouillon et une autre au Marsala.
Si l'invention de la rossumada appartient au génie populaire, la barbajada, une boisson à base de café, de lait et de chocolat qui accompagne, depuis les années 1800, la dégustation des pâtisseries milanaises, est l'œuvre de Domenico Barbaja.

## Autres spécialités
- Cervellaa ou cervellata. En dialecte milanais, les charcutiers se nomment cervellee, un terme lié à la cervellata, « sorte de saucisse à la milanaise » indique le Vocabolario della Crusca dans sa quatrième édition, celle de 1729[58]. Tous les charcutiers en produisaient. La qualité de leur cervellata constituait un indice de dextérité et déterminait leur réputation. La question est de savoir si, comme le soutiennent certains[59], la cervelle était, en fait, absente de la recette. Cette saucisse est citée au XVe siècle, dans le Libro de arte coquinaria de Maestro Martino[60], qui l'a peut-être inventée. Dans le premier chapitre, la cervelle n'apparaît effectivement pas parmi les ingrédients listés : cuisse maigre de cochon ou de veau, gras de porc ou de veau haché au couteau le plus finement possible, fromage vieux et fromage gras, de bonnes épices, deux ou trois œufs, du safran, le tout soigneusement mélangé, fourré dans un boyau de porc et lié « court ou long, comme tu veux ». Cherubini explique qu'étant donnée la petite taille de la cervelle de porc, il aurait fallu en sacrifier un bien trop grand nombre pour intégrer cet ingrédient de manière significative dans une préparation d'aussi large diffusion[61], tout en reconnaissant que la cervelle a pu être utilisée à l'origine et donner son nom au produit. Selon Maestro Martino, elle se consommait bouillie, mais, jusqu'au XIXe siècle, elle servait aussi de base à la préparation de bouillons ou de plats nécessitant une friture initiale (le risotto, par exemple). Sa production déclina jusqu'à disparaître dans les années 1950. Elle réapparaît aujourd'hui parmi les spécialités des grands charcutiers-traiteurs de la place, dans sa recette du XVe siècle.

- Torta alla milanese (gâteau à la milanaise)[62]. Nonobstant le nom, cette recette, recueillie par le gastronome Artusi, n'est pas celle d'un dessert. La base du plat est constituée par de la viande très maigre, rôtie ou bouillie, puis hachée très finement et mélangée avec du chocolat fondu, des pignons de pin et des raisins de Corinthe (uva sultanina). La préparation est mise au four entre deux couches de pâte feuilletée (pasta frolla). « Pas assez de mérite pour figurer sur une table bourgeoise, et un peu trop cher pour un plat familial » commente Artusi lui-même, qui donne néanmoins la recette comme celle d'une spécialité milanaise.

## Vins
Milan et son terroir ne produisent pas de vin, à l'exception de la zone de San Colombano, rattachée administrativement au Milanais, mais plus proche géographiquement de Lodi. Il n'en a pas toujours été ainsi : en lisant les deux Brindisi di all'osteria de Carlo Porta, on trouve une longue liste de terroirs et de vignobles situés autour de la ville, certains même dans le périmètre aujourd'hui considéré comme territoire urbain. Le poète en célèbre les qualités, allant jusqu'à les comparer avec les grand vins du continent. Il s'agit sans doute d'une licence poétique volontairement entachée de campanilisme, mais il est vrai que tout le haut Milanais, avant les assainissements apportés par la création du canal Villoresi et jusqu'à la fin du XIXe siècle, mettait la viticulture au premier rang de ses activités agricoles.  De toutes manières, « el vin nostran » (notre propre vin) ne suffisait pas à la consommation des Milanais qui devaient recourir à des importations en provenance de la région, des régions voisines ou, enfin, d'assemblages réalisés à partir des vins robustes du Sud de la péninsule. Aujourd'hui encore, trani (comme la [Tranilcité homonyme] est synonyme d'osteria, et on parle de tranatt à propos d'un ivrogne.
Dans les auberges, on servait également des plats chauds et, en particulier, les tripes ; un vieux proverbe milanais, formulé en latin macaronique, dit, par exemple : « post crostinum vinum, post vinum crostinum, » (il vaut mieux boire l'estomac plein).